# Pustynia Błędowska
Pustynia Błędowska – największy w Polsce obszar lotnych piasków (około 33 km²), leżący na pograniczu Wyżyny Śląskiej i Wyżyny Olkuskiej.
Rozciąga się od dzielnicy Błędów Dąbrowy Górniczej na zachodzie do gminy Klucze na wschodzie. Granicą północną pustyni jest wieś Chechło, a na południu jest ograniczona dużym obszarem leśnym. Pustynia ma niecałe 10 km długości i szerokość do 4 km. Piaski mają średnią miąższość 40 m, maksymalnie 70 m. Przez pustynię, ze wschodu na zachód, przepływa Biała Przemsza. Obszar pustyni objęty jest programem ochrony Natura 2000.

## Historia
Podczas epoki lodowej, następujących po sobie zlodowaceń do doliny, w której znajduje się pustynia, stopniowo nanoszone były kolejne porcje piasków i żwirów. Przez długi czas te rozległe tereny podlegały działaniu wiatru oraz wody, co nie sprzyjało wzrostowi roślinności.
Gdy minęła epoka lodowa, pojawił się gęsty las, który dopiero w okolicach XIII wieku zaczął być intensywnie eksploatowany. Do powstałych w rejonie Olkusza kopalni srebra oraz ołowiu potrzebne były spore ilości drewna wykorzystywanego do wzmacniania szybów kopalnianych. Intensywna wycinka drzew oraz pobór wód gruntowych na terenach, gdzie podłoże stanowią żwiry i piaski, doprowadziły do powstania pustyni o pochodzeniu antropogenicznym.

### Wczesne lata XX wieku
Od wczesnych lat XX wieku pustynia wykorzystywana była jako poligon wojskowy. Podczas I wojny światowej ćwiczył na niej przed bitwą pod Krzywopłotami batalion pomocniczy piechoty legionowej. W okresie międzywojennym obszar ten wykorzystywała do ćwiczeń piechota i artyleria Korpusu nr V w Krakowie. W czasie II wojny światowej pustynia służyła jako poligon niemieckim lotnikom z bazy lotniczej Udetfeld koło Siewierza. Obecnie tylko część północna pustyni służy za poligon wojskowy, na którym ćwiczą wojska spadochronowe. Od strony Chechła oraz na górze Czubatce w Kluczach było niegdyś stanowisko dowodzenia, jednak z powodu groźby zawalenia ruiny usunięto.

## Lata 30. XX w. – Wielka Pustynia Błędowska
W latach 30. XX wieku Pustynia Błędowska wraz z Pustynią Ryczowską (około 1 km²), Dziadowskim Morzem i Pustynią Starczynowską (około 5 km²) wchodziła w skład Wielkiej Pustyni Błędowskiej, rozciągającej się na przestrzeni około 150 km². W 1922 Zarząd Okręgowy Lasów Państwowych w Radomiu oraz Kolej Piaskowa Towarzystwa Hrabia Renard wraz z Towarzystwem Górniczo-Przemysłowym Będzin-Olkusz zawarły umowę na wydobycie piasku, jednak plany te pokrzyżował wybuch II wojny światowej.

## Lata 50. i 70. XX wieku – zarastanie pustyni
W latach 50. XX wieku część pustyni zaorano i obsadzono wierzbą ostrolistną oraz sosną. W połączeniu z pyłami przemysłowymi GOP i obserwowanym obecnie podnoszeniem się poziomu wód, spowodowało to znaczne zmniejszenie powierzchni odkrytych piasków. Część południowa pustyni niemal całkowicie zarośnięta (wyjątkiem krawędzie wschodnie), jednak część północna, w okolicach Chechła, jest terenem w dużej mierze odsłoniętym.
Jeszcze do lat 70. XX w. na obszarze pustyni rosła endemiczna roślina – warzucha polska, niewystępująca w innym miejscu Polski. Rosła w źródliskowym odcinku Białej Przemszy, gdyż wymaga źródlanej, zimnej i czystej wody oraz piaszczystego podłoża.

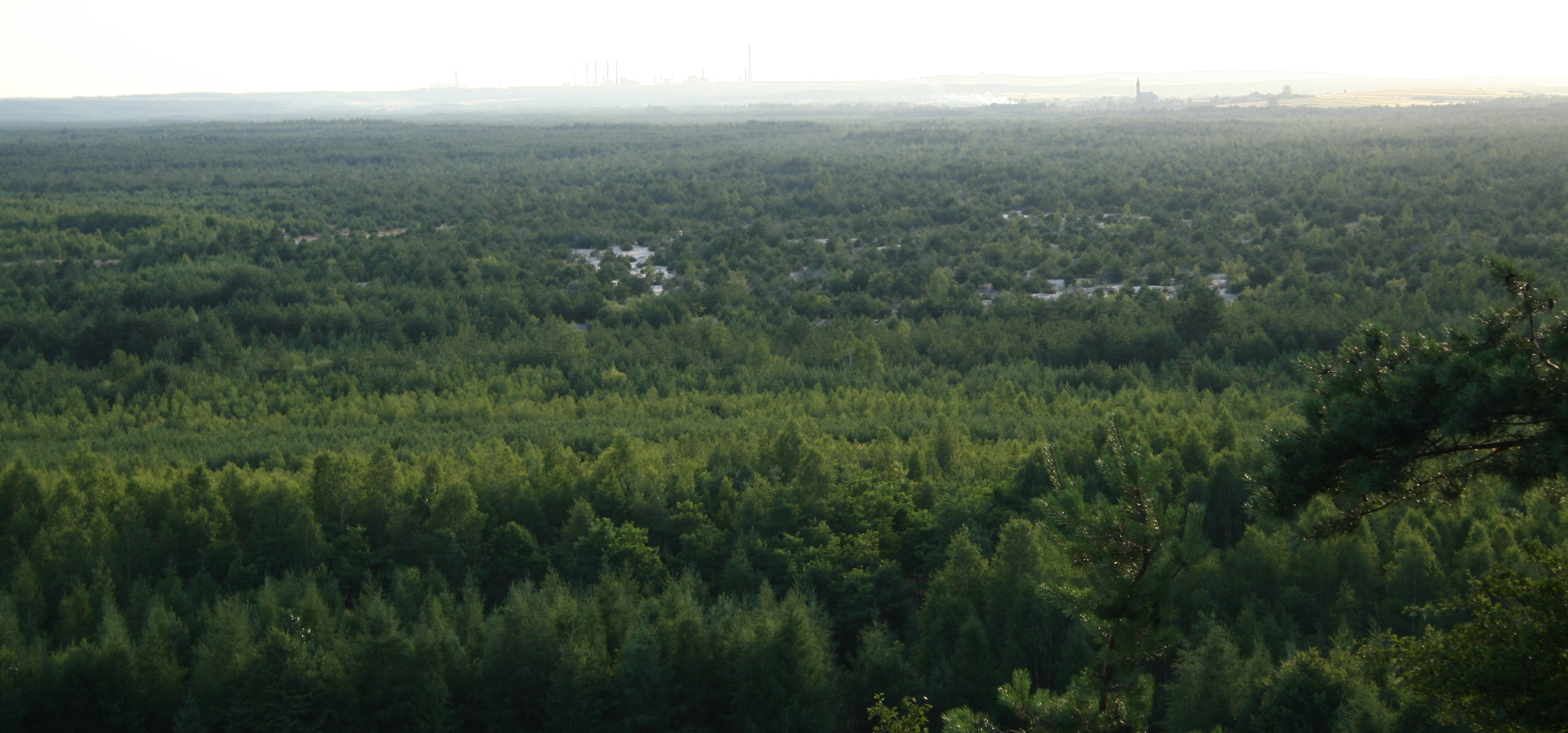
Zarośnięta południowa część Pustyni Błędowskiej widziana ze wzgórza Czubatka. W tle zarys Huty Katowice w Dąbrowie Górniczej; nieco po prawej kościół w Dąbrowie Górniczej-Błędowie

## Początek XXI wieku – przywrócenie pustynnego krajobrazu
Obecnie podejmuje się działania mające na celu uchronienie tego unikalnego obszaru poprzez karczowanie sukcesywnie zarastających drzew. W 2010 roku rozpoczął się program „Ochrona mozaiki siedlisk przyrodniczych w zlewni rzeki Białej Przemszy” realizowany przez Zespół Parków Krajobrazowych Województwa Śląskiego.
Obszar pustyni był objęty programem ochrony Life+ na Pustyni Błędowskiej, którego realizacja trwała do 30 listopada 2014 roku. Celem projektu było osiągnięcie właściwego stanu ochrony największego w Polsce kompleksu dwóch napiaskowych siedlisk przyrodniczych: ciepłolubnych muraw i wydm śródlądowych.
W 2013 roku pustynia została zamknięta dla zwiedzających, ze względu na prowadzone działania mające odnowić jej piaszczyste tereny. Ponowne otwarcie planowano na wiosnę 2014, a zakończenie projektu „Czynna ochrona kompleksu priorytetowych siedlisk napiaskowych na Pustyni Błędowskiej” planowano na listopad 2014 roku. Wartość projektu wynosiła 9 mln zł, z czego 50% finansowane było z programu Life+, ze środków Unii Europejskiej, 45% ze środków Narodowego Funduszu Ochrony Środowiska, 5% wkładu Gminy Klucze.

## Położenie
Pustynia zajmuje obszar około 33 km² (z czego ok. 35% lotnego piasku) leżący na granicy Wyżyny Śląskiej i Wyżyny Olkuskiej. Graniczy bezpośrednio z Górnośląskim Okręgiem Przemysłowym. Rozciąga się od Dąbrowy Górniczej-Błędowa na zachodzie do gminy Klucze na wschodzie. Granicą północną pustyni jest wieś Chechło, a na południu graniczy z dużym obszarem leśnym. Długość pustyni wynosi około 10 km, a szerokość do 4 km. Przez pustynię przepływa Biała Przemsza.

## Krajobraz

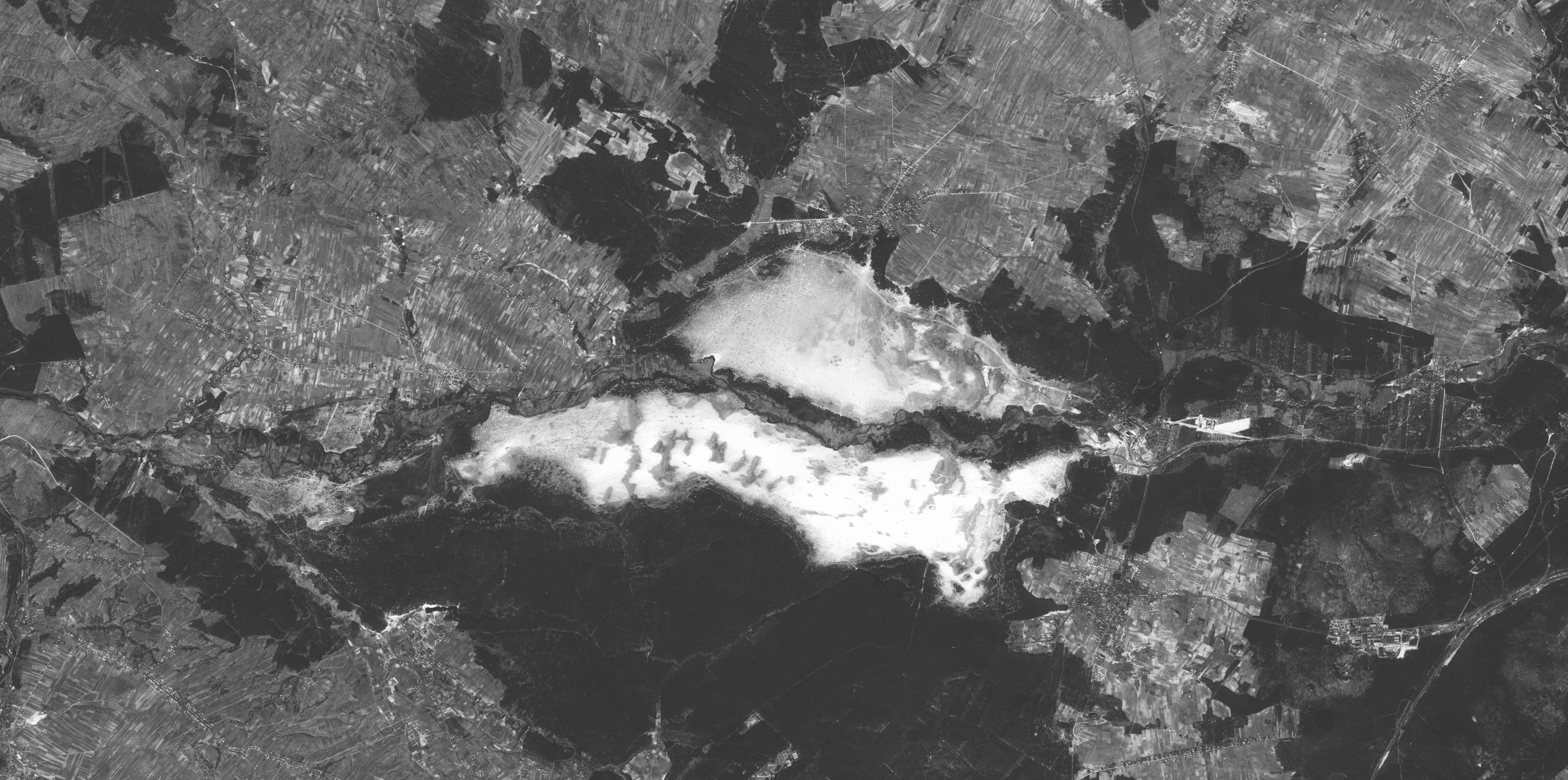
Zdjęcie satelitarne pustyni (1968 rok) z widoczną przecinającą ją przez środek rzeką Białą Przemszą

Pustynia podzielona jest zarośniętym pasem ciągnącym się wzdłuż koryta Białej Przemszy na dwie części: północną – mniejszą i południową – większą. Średnia głębokość piasków wynosi 17–20 m. Piasek tworzą drobne ziarna kwarcowe z licznymi okruchami innych minerałów. Najczęściej są one oszlifowane do połysku. Do atrakcji należą fulguryty, czyli minerały powstałe wskutek stopienia piasku przez pioruny uderzające w ziemię. Na pierwszy rzut oka krajobraz wydaje się monotonny, lecz niewielkie formy wydmowe oraz dolina Białej Przemszy urozmaicają okolicę.
Do niedawna na terenie tym można było obserwować zjawiska charakterystyczne dla naturalnych pustyń, jak fatamorgany czy burze piaskowe, oraz wydmy. Obecny pejzaż pustyni staje się coraz mniej pustynny. Wokół rośnie las sosnowy, a zarośnięte dawne wydmy przypominają łąkę. Dodatkowo na obecny wygląd wpłynęło posadzenie w zachodniej części pustyni młodników sosnowych i brzozowych. Jedynie koło Klucz we wschodniej części pustyni oraz na północy, w okolicy wzgórza Dąbrówka k. Chechła znajdują się większe łachy piasku.
Spośród ważnych dla Europy typów siedlisk przyrodniczych wymienionych w Załączniku I Dyrektywy Siedliskowej na obszarze Pustyni Błędowskiej występują:
- wydmy śródlądowe z murawami napiaskowymi,
- ciepłolubne, śródlądowe murawy napiaskowe,
- łęgi wierzbowe, topolowe, olszowe i jesionowe

## Flora

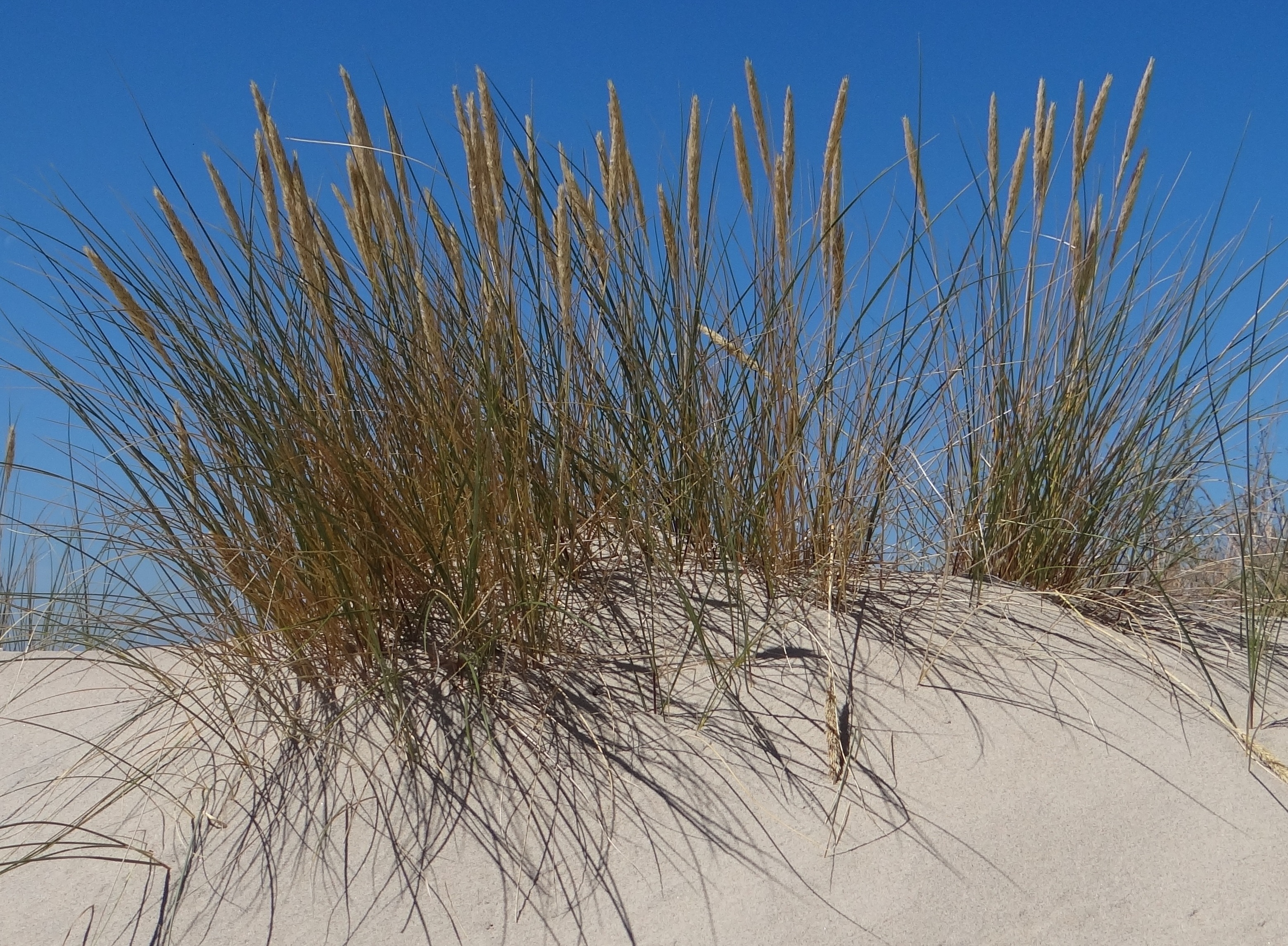
Piaskownica zwyczajna

W obszarze występuje poniżej 100 gatunków różnych roślin wyższych (naczyniowych) przystosowanych do gleb piaskowych i dynamicznych warunków wydmowych. Do przykładowych gatunków napiaskowych należą: szczotlicha siwa, sporek wiosenny, chroszcz nagołodygowy, wiosnówka pospolita, piaskownica zwyczajna, turzyca piaskowa i mietlica pospolita. Do rzadszych lub chronionych gatunków należą: dziewięćsił bezłodygowy, pomocnik baldaszkowy, kruszczyk szerokolistny oraz warzucha polska, która jest lokalnym endemitem.

## Fauna

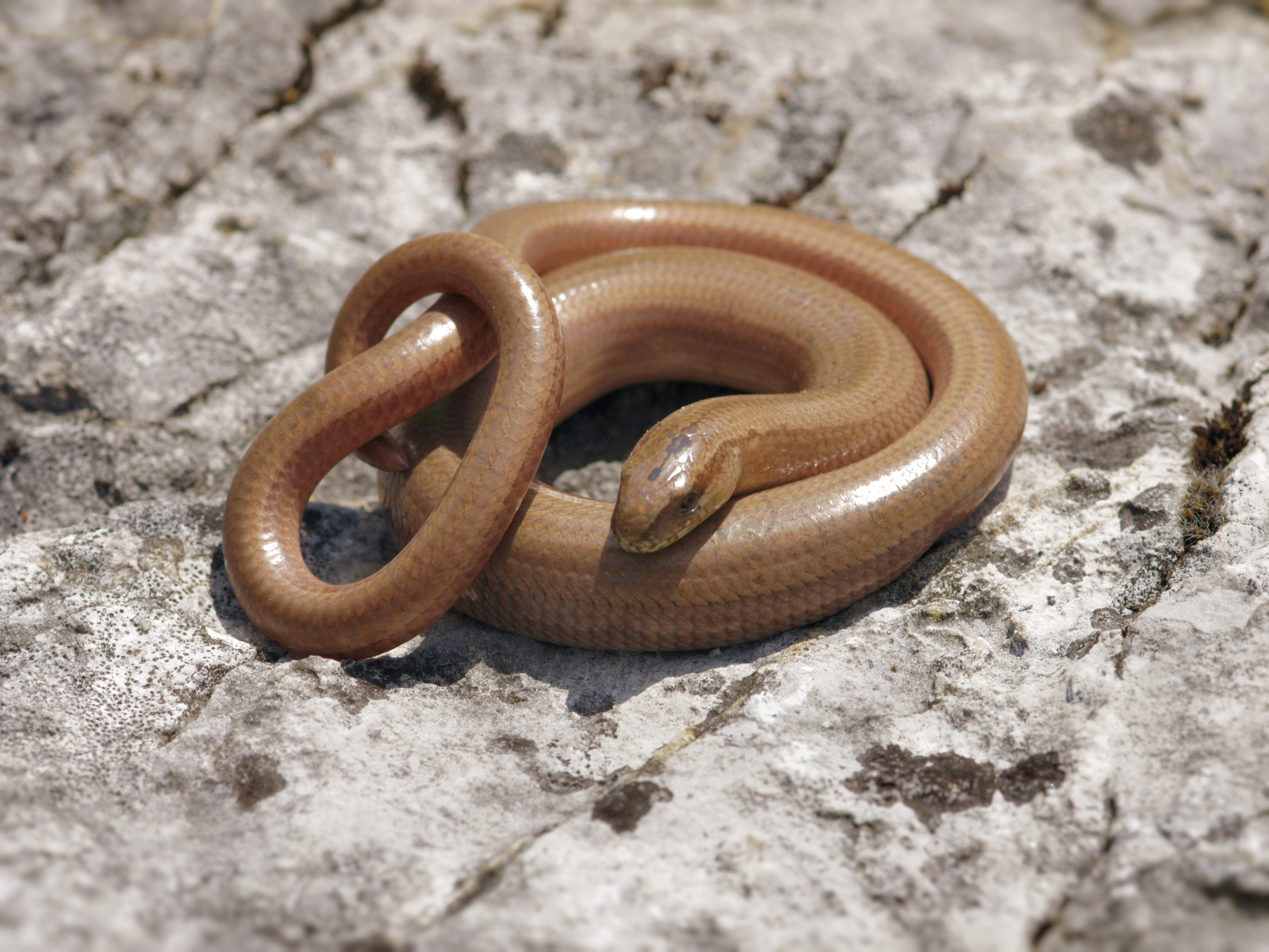
Padalec zwyczajny

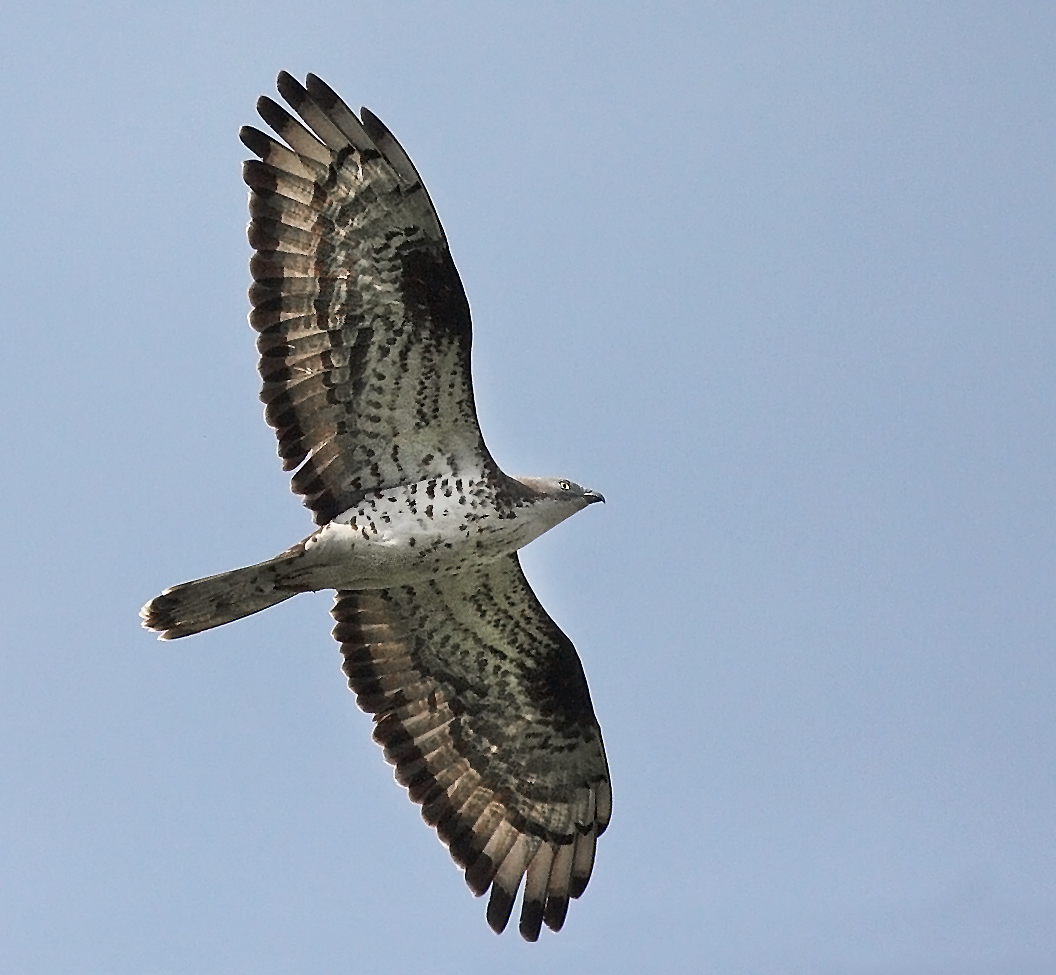
Trzmielojad zwyczajny

Fauna pustyni to głównie owady i ptaki (150 gatunków). Spośród ptaków na uwagę zasługuje skowronek borowy czy też świergotek polny. Na piaskach niegdyś gnieździły się kulony – ptaki pustynno-stepowe. Przez środek pustyni przepływa Biała Przemsza, nad którą można spotkać piżmaki i bobry a w rzece minogi strumieniowe.

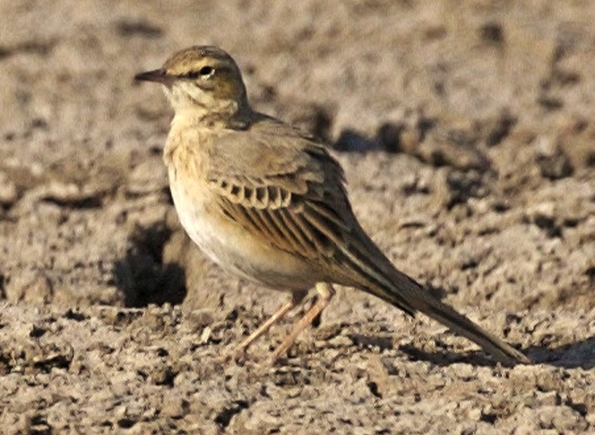
Świergotek polny

W piaskach występują drapieżne trzyszcze – chrząszcze koloru zielonego lub fioletowego z białymi plamkami na pokrywach. Na luźnych piaskach żerują mrówkolwy, ich larwy tworzą lejowate dołki, w które wpadają mrówki.

### Ptaki
- Trzmielojad zwyczajny
- Zimorodek
- Dzięcioł czarny
- Jarzębatka
- Gąsiorek
- Lelek zwyczajny
- Lerka
- Świergotek polny
- Ortolan

### Gady
- Gniewosz plamisty
- Jaszczurka zwinka
- Padalec zwyczajny
- Jaszczurka żyworodna
- Zaskroniec zwyczajny
- Żmija zygzakowata

### Płazy
- Grzebiuszka ziemna

### Bezkręgowce
- Mrówkolew wydmowy
- Błonkówki

## Turystyka

### Wydarzenia
Na terenie pustyni organizowane są różnego typu wydarzenia cykliczne, takie jak biegi, pikniki rodzinne, koncerty.

### Punkty widokowe

#### Wzgórze Czubatka (382 m n.p.m.)
Miejsce widokowe mieści się w Kluczach, na wzgórzu Czubatka. Można tam dotrzeć pieszo lub dojechać samochodem. Dojazd do Pustyni Błędowskiej oznakowany jest tabliczkami z napisem Czubatka – Pustynia Błędowska. Miejsce to jest szczególnie popularne wieczorem.
Na miejscu jest duży parking i taras widokowy oraz altanki. Z Czubatki można przejść do samej pustyni korzystając ze szlaku żółtego, który prowadzi do Błędowa na zachodnim krańcu pustyni.

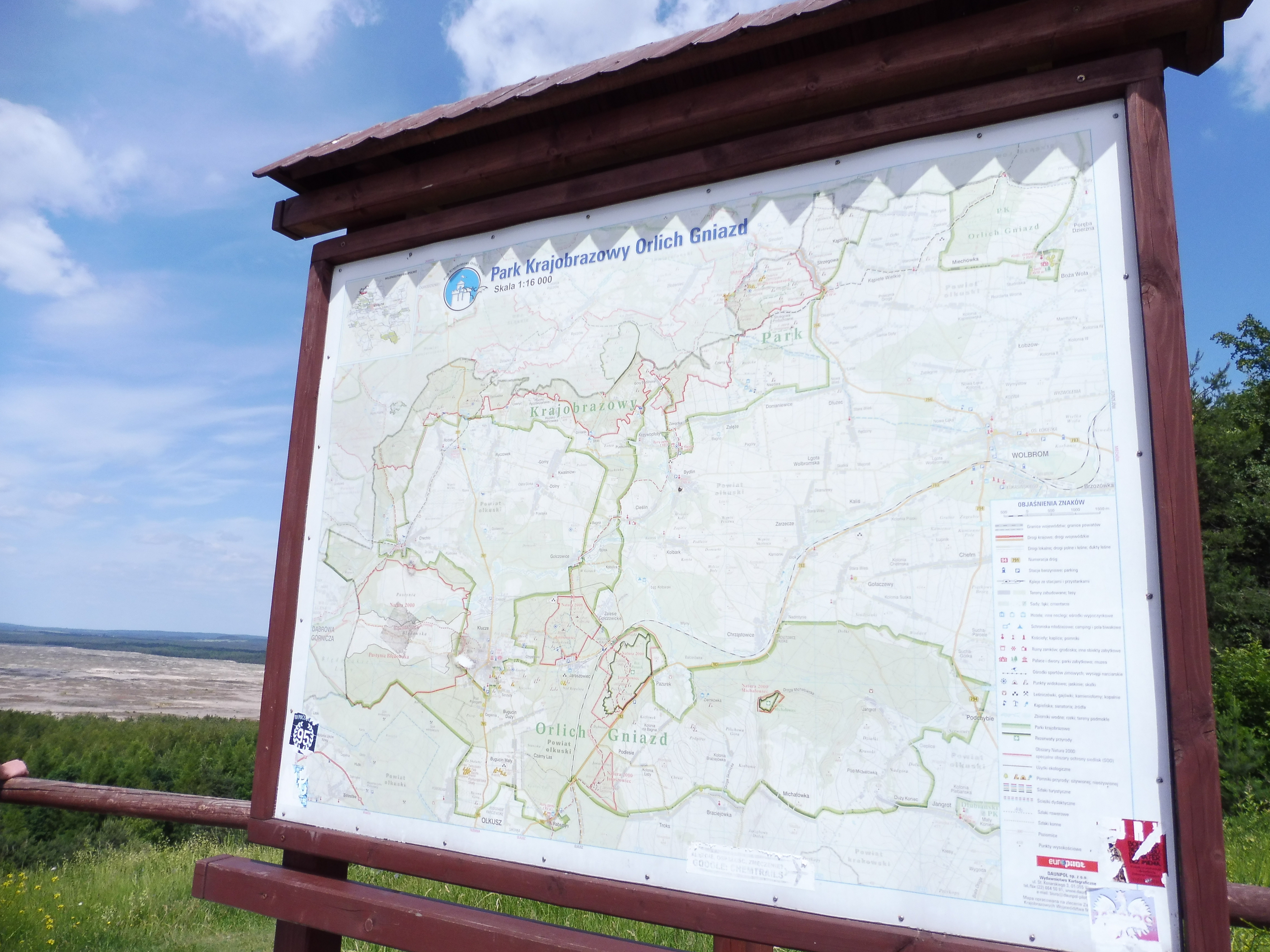
Mapa turystyczna na Czubatce

#### Wzgórze Dąbrówka (355 m n.p.m.).
Punkt mieści się w miejscowości Chechło na wzgórzu Dąbrówka. Dojazd do Pustyni oznakowany jest brązowymi tabliczkami z napisem „Pustynia Błędowska”. Na miejscu znajdują się tablice informacyjne i edukacyjne.

#### Róża Wiatrów
Punkt widokowy powstał w 2018 roku w części Pustyni Błędowskiej, do której można dojechać z drogi łączącej Klucze i Hutki (Bolesław). Obok platformy widokowej stanął kompleks altan, podestów oraz molo, a także tablice z informacjami o bogactwie przyrodniczym pustyni. Obiekt jest punktem startowym dla istniejących już ścieżek edukacyjnych. Powstaje baza nie tylko dla turystów, ale także miejsce do organizowania przeróżnych imprez sportowych, kulturalnych, rozrywkowych, edukacyjnych.

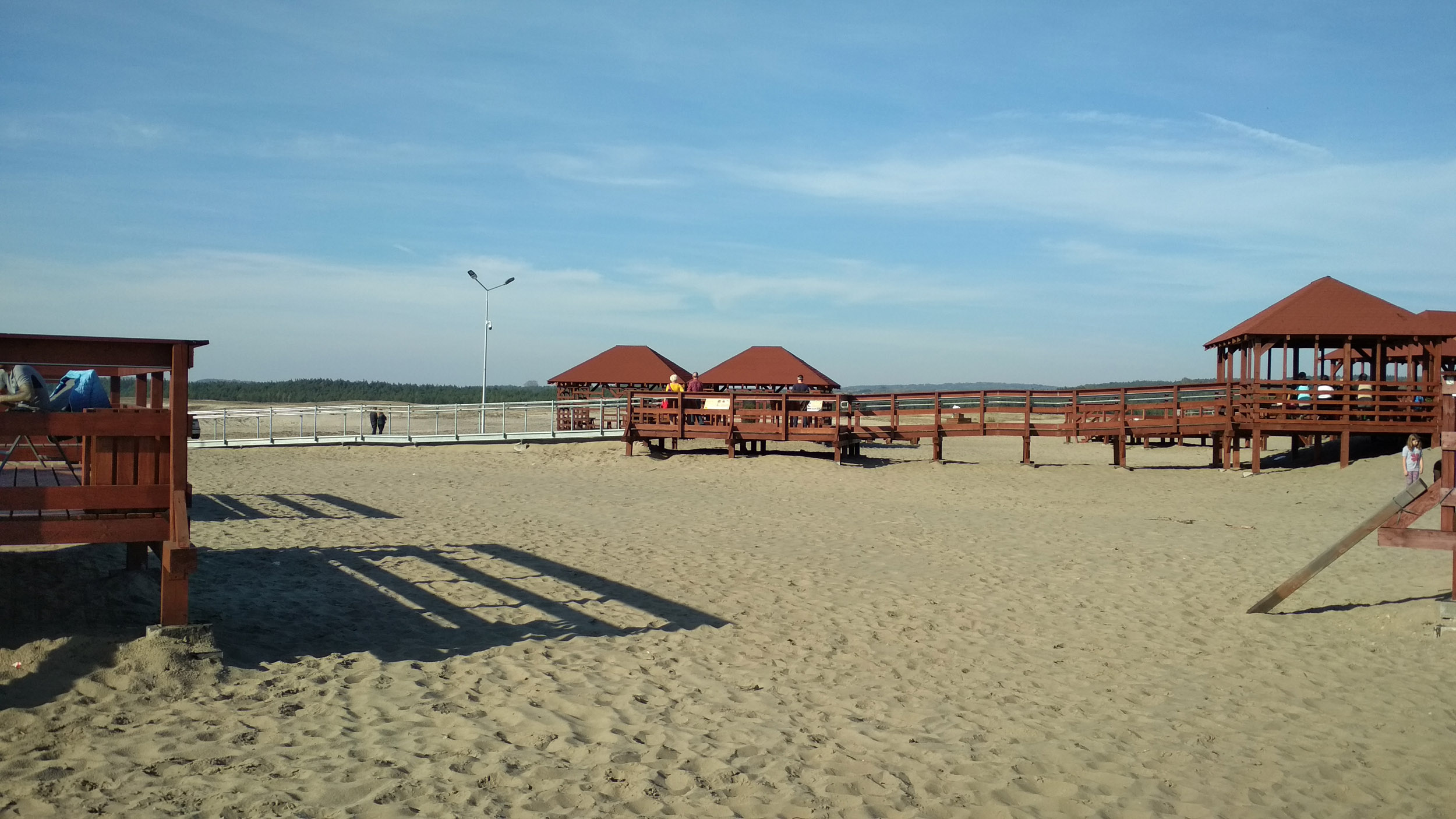
Punkt widokowy Róża Wiatrów

### Szlaki turystyczne
Pustynia jest atrakcyjnym terenem wędrówek pieszych oraz konnych. Błędów połączony jest z Kluczami żółtym  Szlakiem Pustynnym.
Miejscowości te łączy także szlak jeździecki –  Transjurajski Szlak Konny, z odnogą w stronę Chechła (przez bród na Białej Przemszy), obecnie zamkniętą wskutek interwencji wojska.

## Pozostałe informacje
- Sama nazwa pustyni „Błędowska”, jako termin w użyciu geograficznym, została jej nadana w 1889 r. przez Wacława Nałkowskiego.
- Na Pustyni Błędowskiej zdarzało się dawniej zjawisko fatamorgany[19].
- Według legend pustynia miała powstać z rozsypanego przez diabła piasku, którym chciał on zasypać olkuską kopalnię srebra.
- Na Pustyni Błędowskiej została częściowo zrealizowana ekranizacja Faraona Bolesława Prusa.
- Na terenie Pustyni błędowskiej występują zjawiska pręgów falistych, czy Bruk deflacyjny
- Na terenie pustyni nakręcono teledysk zespołu Bajm  – Nie ma wody na pustyni[20].

## Literatura
- Cyprian Skała, Jura Krakowsko-Częstochowska, Bielsko-Biała: Pascal, 2005, ISBN 83-7304-398-5.
- Szczypek, Tadeusz i Stanisław Wika, Andrzej Czylok, Ojmahmad Rahmonow, Jerzy Wach, Pustynia Błędowska – fenomen polskiego krajobrazu, Krzeszowice: Kubajak, 2001, ISBN 83-7323-005-X. Brak numerów stron w książce.
- Czylok A., Tyc A., Kubajak A., Przewodnik przyrodniczy po Dąbrowie Górniczej, Krzeszowice: Kubajak, 2009, ISBN 978-83-87971-96-0.